# Race of Champions 2009

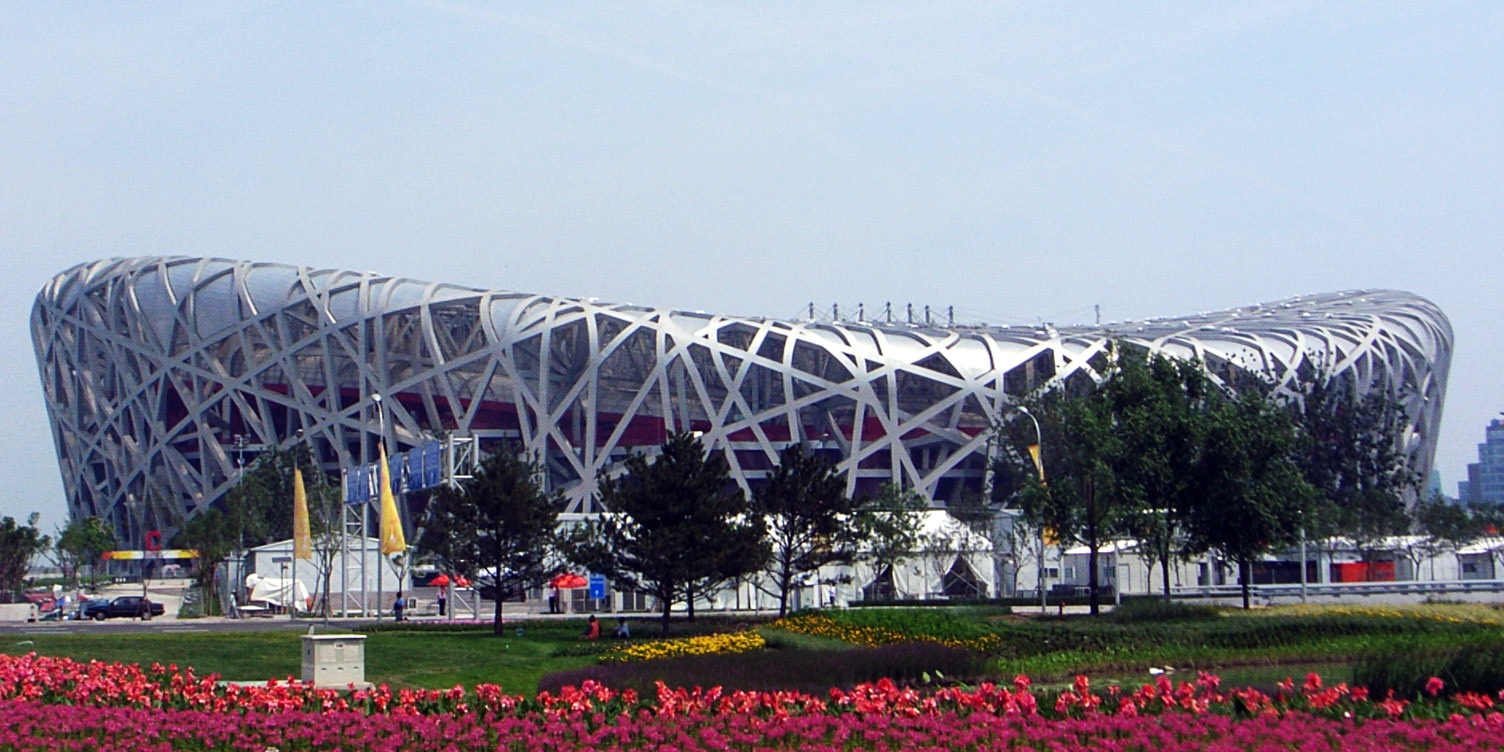
Het Vogelnest in Peking is de locatie voor de Race of Champions van 2009.

De Race of Champions 2009 is een indoor rallysport evenement gehouden in het Nationaal Stadion in Peking. 
Twintig grote namen uit verschillende takken van de auto- en motorsport waren present om te strijden om de titel in de individuele competitie en de titel in de landenwedstrijd.
De Zweed Mattias Ekström won voor zijn derde keer de individuele wedstrijd, hij rekende in de finale af met Michael Schumacher.
In de landenwedstrijd trok Schumacher wel aan het langste eind, met zijn landgenoot Sebastian Vettel waren ze te sterk voor het team uit het Verenigd Koninkrijk bestaande uit Jenson Button en Andy Priaulx.

## Deelnemers
| Team                   | Rijders            | Rijders            |
| ---------------------- | ------------------ | ------------------ |
| Team Australia         | Mick Doohan        | Chad Reed          |
| Team Autosport England | Jenson Button      | Andy Priaulx       |
| Team All Stars         | David Coulthard    | Giniel de Villiers |
| Team China             | Ho-Pin Tung        | Han Han            |
| Team Finland           | Mikko Hirvonen     | Marcus Grönholm    |
| Team France            | Yvan Muller        | Guerlain Chicherit |
| Team Germany           | Michael Schumacher | Sebastian Vettel   |
| Team Monaco            | Emanuele Pirro     | Clivio Piccione    |
| Team Scandinavia       | Tom Kristensen     | Mattias Ekström    |
| Team USA               | Tanner Foust       | Travis Pastrana    |

## ROC Nations Cup

### Groep A
| Pos | Team      | Races | G | V | Beste tijd |
| --- | --------- | ----- | - | - | ---------- |
| 1   | Duitsland | 6     | 6 | 0 | 3:55.963   |
| 2   | China     | 6     | 3 | 3 | 4:04.314   |
| 3   | Finland   | 6     | 2 | 4 | 4:00.151   |
| 4   | Australië | 6     | 1 | 5 | 4:04.386   |

| Team 1                      | Score | Team 2                   |
| --------------------------- | ----- | ------------------------ |
| Duitsland                   | 2-0   | Australië                |
| Michael Schumacher 2:00.012 | 2-0   | Mick Doohan 2:28.424     |
| Sebastian Vettel 1:59.381   | 2-0   | Chad Reed 2:05.807       |
| Duitsland                   | 2-0   | China                    |
| Michael Schumacher 2:03.192 | 2-0   | Han Han DNF              |
| Sebastian Vettel 1:55.951   | 2-0   | Ho-Pin Tung 1:58.345     |
| Duitsland                   | 2-0   | Finland                  |
| Michael Schumacher 2:00.636 | 2-0   | Mikko Hirvonen 2:01.243  |
| Sebastian Vettel 1:56.085   | 2-0   | Marcus Grönholm 2:01.587 |

| Team 1                   | Score | Team 2                   |
| ------------------------ | ----- | ------------------------ |
| China                    | 2-0   | Australië                |
| Han Han 2:14.570         | 2-0   | Mick Doohan 2:48.088     |
| Ho-Pin Tung 1:58.537     | 2-0   | Chad Reed 2:01.505       |
| Finland                  | 1-1   | Australië                |
| Mikko Hirvonen 2:00.264  | 1-1   | Mick Doohan 2:05.545     |
| Marcus Grönholm 1:59.787 | 1-1   | Chad Reed 1:58.841       |
| China                    | 1-1   | Finland                  |
| Han Han 2:05.969         | 1-1   | Mikko Hirvonen 2:05.819  |
| Ho-Pin Tung 2:04.234     | 1-1   | Marcus Grönholm 2:05.180 |

### Groep B
| Pos | Team                | Races | G | V | Beste tijd |
| --- | ------------------- | ----- | - | - | ---------- |
| 1   | Verenigd Koninkrijk | 4     | 4 | 0 | 3:55.111   |
| 2   | All-Stars           | 4     | 1 | 3 | 3:58.339   |
| 3   | Monaco              | 4     | 1 | 3 | 3:58.882   |

| Team 1                   | Score | Team 2                      |
| ------------------------ | ----- | --------------------------- |
| Verenigd Koninkrijk      | 2-0   | All-Stars                   |
| Jenson Button 2:00.394   | 2-0   | David Coulthard 2:00.964    |
| Andy Priaulx 1:58.399    | 2-0   | Giniel de Villiers 2:02.927 |
| Verenigd Koninkrijk      | 2-0   | Monaco                      |
| Jenson Button 1:59.109   | 2-0   | Clivio Piccione 2:01.408    |
| Andy Priaulx 1:56.002    | 2-0   | Emanuele Pirro 1:57.466     |
| Monaco                   | 1-1   | All-Stars                   |
| Clivio Piccione 2:01.416 | 1-1   | David Coulthard 1:58.824    |
| Emanuele Pirro 1:58.607  | 1-1   | Giniel de Villiers 1:59.515 |

### Groep C
| Pos | Team             | Races | G | V | Beste tijd |
| --- | ---------------- | ----- | - | - | ---------- |
| 1   | Verenigde Staten | 4     | 2 | 2 | 4:09.184   |
| 2   | Frankrijk        | 4     | 2 | 2 | 4:09.208   |
| 3   | Scandinavië      | 4     | 2 | 2 | 4:10.252   |

| Team 1                   | Score | Team 2                      |
| ------------------------ | ----- | --------------------------- |
| Frankrijk                | 1-1   | Scandinavië                 |
| Yvan Muller 2:00.635     | 1-1   | Tom Kristensen DNF          |
| Guerlain Chicherit DNF   | 1-1   | Mattias Ekström 2:13.070    |
| Scandinavië              | 1-1   | Verenigde Staten            |
| Tom Kristensen 2:05.039  | 1-1   | Tanner Foust 2:03.692       |
| Mattias Ekström 2:05.213 | 1-1   | Travis Pastrana 2:05.776    |
| Verenigde Staten         | 1-1   | Frankrijk                   |
| Tanner Foust 2:03.408    | 1-1   | Yvan Muller 2:03.104        |
| Travis Pastrana 2:06.738 | 1-1   | Guerlain Chicherit 2:08.573 |

## Resultaten Nations Cup
|  | halve finale             | halve finale |  |                          | finale         | finale |
|  |                          |              |  |                          |                |        |
|  |                          |              |  |                          |                |        |
|  | Team Duitsland           | 2            |  |                          |                |        |
|  | Team Verenigde Staten    | 1            |  |                          |                |        |
|  |                          |              |  |                          | Team Duitsland | 2      |
|  |                          |              |  | Team Verenigd Koninkrijk | 1              |        |
|  | Team China               | 1            |  |                          |                |        |
|  | Team Verenigd Koninkrijk | 2            |  |                          |                |        |

## Resultaten Race of Champions
|  | kwartfinale        | kwartfinale        |                  |   | halve finale | halve finale |  |  | finale | finale |
|  |                    |                    |                  |   |              |              |  |  |        |        |
|  |                    |                    |                  |   |              |              |  |  |        |        |
|  |                    |                    |                  |   |              |              |  |  |        |        |
|  |                    |                    |                  |   |              |              |  |  |        |        |
|  | Jenson Button      | 1                  |                  |   |              |              |  |  |        |        |
|  | Jenson Button      | 1                  |                  |   |              |              |  |  |        |        |
|  | Andy Priaulx       | 0                  |                  |   |              |              |  |  |        |        |
|  | Andy Priaulx       | 0                  | Jenson Button    | 0 |              |              |  |  |        |        |
|  |                    |                    | Jenson Button    | 0 |              |              |  |  |        |        |
|  |                    | Mattias Ekström    | 1                |   |              |              |  |  |        |        |
|  | Mattias Ekström    | Mattias Ekström    | 1                | 1 |              |              |  |  |        |        |
|  | Mattias Ekström    |                    |                  | 1 |              |              |  |  |        |        |
|  | Tom Kristensen     | 0                  |                  |   |              |              |  |  |        |        |
|  | Tom Kristensen     | 0                  | Mattias Ekström  | 2 |              |              |  |  |        |        |
|  |                    |                    | Mattias Ekström  | 2 |              |              |  |  |        |        |
|  |                    | Michael Schumacher | 0                |   |              |              |  |  |        |        |
|  | Sebastian Vettel   | Michael Schumacher | 0                | 1 |              |              |  |  |        |        |
|  | Sebastian Vettel   |                    |                  | 1 |              |              |  |  |        |        |
|  | David Coulthard    | 0                  |                  |   |              |              |  |  |        |        |
|  | David Coulthard    | 0                  | Sebastian Vettel | 0 |              |              |  |  |        |        |
|  |                    |                    | Sebastian Vettel | 0 |              |              |  |  |        |        |
|  |                    | Michael Schumacher | 1                |   |              |              |  |  |        |        |
|  | Michael Schumacher | Michael Schumacher | 1                | 1 |              |              |  |  |        |        |
|  | Michael Schumacher |                    |                  | 1 |              |              |  |  |        |        |
|  | Mikko Hirvonen     | 0                  |                  |   |              |              |  |  |        |        |
|  | Mikko Hirvonen     | 0                  |                  |   |              |              |  |  |        |        |